# Montseraćani
Montseraćani /Ime Montserratian(s) dolazi po otoku koga su Karibi nazivali Alliouagana ili “island of the prickly bush,”  'otok bodljikavog grmlja' , a odnosio se na jednu vrstu akacije,/ malena nacija s otoka Montserrat u otočju Leeward, Mali Antili. Ima ih oko 5,500 (bez Britanaca; 200) na otoku, ali su se mnogi iselili zbog erupcije vulkana Soufriere koje su uništile otok 1995. i 1997. Govore kreolski engleski. Od vjera prisutne su, metodistička, rimokatolici,  pentekostalna, adventisti sedmog dana.

## Vanjske poveznice
- Culture of MONTSERRAT